# Arachnanthus
Genre
Arachnanthus est un genre de cnidaires anthozoaires de la famille des Arachnactidae.

## Liste des espèces
Selon World Register of Marine Species (09 janvier 2023) :
- Arachnanthus australiae Carlgren, 1937
- Arachnanthus bockii Carlgren, 1924
- Arachnanthus lilith Stampar & El Didi, 2018
- Arachnanthus oligopodus Cerfontaine, 1891
- Arachnanthus sarsi Carlgren, 1912

## Systématique
Le nom valide complet (avec auteur) de ce taxon est Arachnanthus Carlgren, 1912.